# Ernesto Maldarelli
Ernesto Maldarelli (* 1. Januar 1850 in Ferrara; † 19. März 1930 ebendort) war ein italienischer Holzschnitzer, Kunsttischler und Bildhauer.

## Leben
Der Sohn der Weberin Martina Tommasini und des Schreiners Giuseppe erlernte bei seinem Vater die handwerklichen Grundlagen, wurde aber nicht dazu angehalten den damals üblichen Stilformen zu folgen, die bereits völlig eklektisch waren, wie an einigen frühen Werken zu sehen ist.

### Ausbildung
Nachdem er von seinen Eltern die Erlaubnis erhalten hatte, nach Florenz zu gehen, blieb er dort von 1867 bis 1869. Er arbeitete in der Werkstatt der Bildhauer Barbetti und Cheloni, konsultierte die Kataloge anderer Werkstätten (wie die von Frullini, dessen gleichnamiger Stil sich gegen Ende des Jahrhunderts auf der ganzen Halbinsel verbreitete und der Maldarelli eine Zeit lang beeinflussen sollte) und studierte nachts. Zwei Jahre später kehrte er in seine Heimatstadt zurück und absolvierte seine Ausbildung an der Civica Scuola d'Arte des Palazzo dei Diamanti in Ferrara bei dem Bildhauer Angelo Conti in der Bildhauer- und Figurenschule von Girolamo Domenichini und wahrscheinlich auch in der Aktschule von Giovanni Pagliarini, zu dessen Schülern auch Gaetano Previati gehörte, mit dem sich Maldarelli sofort anfreundete, und als Schüler der Scuola d'Ornato von 1871 bis 1876, wo er in verschiedenen Klassen Preise gewann. An der Scuola d'Ornato gewann er in der Unterklasse für Gips (Silbermedaille zusammen mit Luigi Legnani) und in der Unterklasse für Axonometrie (ehrenvolle Erwähnung) zusammen mit dem damals 15-jährigen Giuseppe Mentessi.
In der Zwischenzeit nahm er an der Esposizione Provinciale von 1877 im Palazzo dei Diamanti teil, die vom Circolo Artistico Industriale gefördert wurde, wo er zusammen mit Enrico Bolognesi, Luigi Legnani und Carlo Fabroni, mit dem er eine Zeit lang in seinem Atelier in Bologna zusammenarbeitete, einen Preis erhielt.
Nach einer Unterbrechung durch den Militärdienst im Jahr 1873 setzte Maldarelli sein Studium an der Schule von Ferrara bis mindestens 1876 fort und gewann weitere Preise in den Fächern Bildhauerei, Figur und Zeichnung. Im selben Jahr eröffnete er seine eigene Bildhauerwerkstatt in der Via Terranuova Nr. 54, in deren Nachbarschaft sein Vater wohnte, dem er einige seiner Werke mit seinen eigenen Verzierungen versah.
1877 heiratete er Amelia Busoli, mit der er im folgenden Jahr den Sohn Domenico zeugte, der früh starb, was den Vater zu melancholischen posthumen Porträts veranlasste.

### Künstlerische Reife
Obwohl die Werkstatt bereits wichtige Aufträge, sowohl von bedeutenden Familien aus Ferrara (Mazza, Sinigaglia, Barbantini, Soldati usw.) als auch von einigen Kirchen (Santo Spirito, San Maurelio, San Domenico, San Francesco, San Giorgio usw.) erhielt, wollte er seine Ausbildung als Kunsttischler vervollkommnen. Der Historiker Gerolamo Scutellari empfahl ihn daraufhin erfolglos der Stadtverwaltung, damit er die notwendigen Stipendien für ein Studium an der Akademie in Bologna unter Salvini oder in Florenz erhalte. Erst 1880 gelang es ihm, sich an der Akademia di Brera in der Schule für Zeichnen und Figur und Aktzeichnen einzuschreiben, wo er sich bei dem Bildhauer Francesco Barzaghi und dem Maler Raffaele Casnedi spezialisierte. In Mailand besuchte er auch die Ateliers der Maler Pietro Franchetti, Previati (der ihn in Öl porträtierte) und Mentessi, mit dem er 1880 in Turin ausstellte: Previati beauftragte ihn mit der Gestaltung eines großen Rahmens für sein Gemälde Il Valentino a Capua (Der Valentin in Capua), das zunächst in Ferrara ausgestellt wurde und sich heute in der Galleria Cariromagna in Forlì befindet, während er für Mentessi eine Weinrebe modellierte, die unter dem Bildnis der Antoinetta (später von Stefano Galletti ausgeführt) im Barbantini-Grabmal aufgestellt werden sollte, das der Maler für die Certosa in Ferrara in Auftrag gegeben hatte. Zwei Jahre später begann er als Assistent für axonometrisches Zeichnen an der städtischen Schule Dosso Dossi in Ferrara zu unterrichten.
Nach Misserfolgen bei der Teilnahme an verschiedenen Wettbewerben, in denen er seine eher rein bildhauerische Ader zum Ausdruck brachte, wandte er sich nach seinem dreißigsten Lebensjahr von der Bildhauerei ab und widmete sich vor allem der Kunsttischlerei, in der er die bereits erwähnten bildhauerischen Ansätze bzw. die von der zeitgenössischen lombardischen Bildhauerei zwischen Barzaghi und Grandi abgeleiteten Tendenzen und nicht die vom ersten Lehrer Conti weiterentwickelte. Aus dieser Produktion sind Skizzen zu Ariosto, der Heiligen Katharina und der Musik erhalten, die eine anmutige und ausdrucksstarke Charakterisierung zeigen.
Zu Beginn der 1880er Jahre war seine Neigung, Bildnisse berühmter Persönlichkeiten zu schaffen, wie es damals üblich war, bereits ausgereift, und er bezog sich in seinen Kreationen auf die mythische Vergangenheit, wie in den Möbeln, die er 1886 für die Biblioteca Comunale Ariostea anfertigte.
1882 wurde er zum Lehrer für axonometrisches Zeichnen an der Schule für Künstler und Handwerker ernannt, zunächst als Assistenzprofessor an der Abendschule, dann als Inhaber des Lehrstuhls, nachdem Giuseppe Zambelli, der nach Griechenland gegangen war, auf den Lehrstuhl verzichtet hatte. Mit Zambelli arbeitete er auch außerhalb der Schule zusammen, zum Beispiel bei der 1884 in Turin ausgestellten Vitrine für die Produkte der Opificio a vapore Bergami. Trotz seines unregelmäßigen Studiums erhielt er 1891, nach einem Besuch der Schule durch Alfredo d’Andrade, ein offizielles Diplom als Zeichenlehrer.  Der neue berufliche Rahmen kam auch der Familie zugute, die mit der Geburt von Beatrice (später Malerin) und Oreste (Ferrara 1882–1936, Volksdichter und Journalist) wuchs. Der eklektische Stil und die Kunden der Bottega Maldarelli gingen Hand in Hand mit Ernestos Ausstellungskarriere in und außerhalb Ferraras. Gleichzeitig arbeitete er an Aufträgen für Dorfkirchen (Campagnola in der Provinz Padua und Gualdo, Aguscello, Baura, Canaro, Copparo, Portomaggiore, Quacchio und Santa Maria al ponte in der Provinz Ferrara) und wagte sich zusammen mit dem Florentiner Raffaele Cipriani auch in den Bereich der sakralen Kunst vor. Er bestätigte damit seine ununterbrochenen Beziehungen zu der toskanischen Stadt, von der er sich für seine Werke von Renaissancevorbildern inspirieren ließ, und zwar in den Möbeln, die er für Privatkunden im Stil der Neorenaissance anfertigte, ohne dabei zu versäumen, sie auch an modernere Ausführungen anzupassen, zusammen mit Motiven der aufstrebenden Stadt Ferrara.
1898 nahm er zusammen mit den Vergoldern Orsini und Barbieri, dem Dekorateur Ippolito Medini und dem Maler Giuseppe Mazzolani an der Restaurierung der Decke der Sala degli Stucchi im Palazzo Schifanoia teil und stand in lokaler „Konkurrenz“ zu seinen Kollegen Ugo Rossetti und Primo Roda, die dem Jugendstil zugeneigt waren, den Maldarelli wegen seiner angeblichen Frivolität stets ablehnte. Diese Rivalität hinderte die beiden Künstler jedoch nicht daran, 1885 und 1888 gemeinsam auszustellen.

### Letzte Periode
Er entsprach dem Geschmack der Ferrareser Fachleuten wie Giuseppe Agnelli, Pietro Niccolini, Giovanni Pasetti und Righini, die in ihm den idealen Schöpfer von Werken sahen, die an den vergangenen Glanz der Familie Este erinnerten, und pflegte enge Freundschaften mit Künstlerkollegen wie Dosso Dossi, den Brüdern Angelo und Giovan Battista Longanesi-Cattani, den Malern Federico Bernagozzi (der seine Tochter Beatrice unterrichtete) und Edgardo Rossaro sowie den Malerinnen Maria Chailly und Maria Giuseppa Liesch. Er fertigte Rahmen für Gemälde und Diplome seiner Künstlerfreunde an, auch wenn sich die Lieferung manchmal wegen der Auftragsarbeiten verzögerte. Im Jahr 1900 hielt er sich für kurze Zeit in Paris auf, wo er auf Einladung der Società di Mutuo Soccorso die Internationale Ausstellung besuchte. In diesen Jahren verfasste er eine Abhandlung über Geometrie, die in mehreren Fassungen geschrieben wurde, unveröffentlicht blieb und sich im Familienarchiv befindet. Seine letzte berufliche Anerkennung erhielt er 1915, als er als Nachfolger von Giuseppe Ravegnani Direktor der Schule Dosso Dossi wurde, eine Position, die er bis 1928 innehatte, neben seiner sporadischen Tätigkeit als Kritiker, die vor allem mit seiner Lehrtätigkeit verbunden war. 1919 verfasste er angesichts des gefürchteten Vorschlags, die 40 Jahre zuvor gegründete Schule von Dossi zu schließen, ein von Kollegen unterzeichnetes Dokument, das er an die Stadtverwaltung sandte und in dem er die Geschichte der Schule, deren Entstehung er miterlebt hatte, schilderte.
In den zwanziger Jahren gab Maldarelli nicht nur seine Lehrtätigkeit auf, sondern verließ auch nach und nach die Werkstatt und übergab sie dem treuen Vittorio Brancaleoni (1883–1950), der sie bis zu seinem Tod leitete, nach dem sie endgültig geschlossen wurde, da die Produktion von Möbeln mit maschinellen Mitteln aufgenommen wurde, mit einigen Ausnahmen für einige Kunden in der Provinz. Seinen letzten beruflichen Ruhm erlangte Brancaleoni zwischen 1933 und 1939 mit der Herstellung von Anrichten mit Reliefs, die den Fresken der Schifanoia entnommen waren und während der Wiederaufnahme des historischen Palio in Auftrag gegeben wurden.
Maldarellis späte Werke sind, wie zu Beginn seiner Karriere, hauptsächlich Kopien. Er porträtierte seine Enkelinnen Amelia und Marta mit Stilisierungen des 19. Jahrhunderts die sich nur wenig von denen Arturo Martinis unterscheiden; er kopierte eine Madonna mit Kind im Museum von Ancona, wo er seine Enkelinnen und seine Tochter ebenso oft besuchte, wie er sich in seinem Landhaus in Guarda Ferrarese aufhielt. Tief religiös, ein liebender Vater und Großvater, ein unermüdlicher Arbeiter, reiste er in verschiedene italienische Städte, darunter Venedig, Turin, Ancona, Mailand und Florenz.
Seine Schüler waren neben Giovan Battista Longanesi-Cattani der Maler Mario Capuzzo (Ferrara 1902–1978), der ihn auf dem Totenbett porträtierte, und der Bildhauer Mario Sarto, der zusammen mit seinem Kollegen Renzo Righini das Grabmal des geliebten Meisters im rationalistischen Stil schuf.

## Wettbewerbe und Ausstellungen

### Wettbewerbe
Er nahm an verschiedenen öffentlichen Wettbewerben teil, u. a. 1879 in Turin für das Denkmal von Viktor Emanuel II., wo er den 10. Platz von 54 Teilnehmern belegte, und an weiteren Wettbewerben in der Provinz Ferrara, bei denen es hauptsächlich um Denkmäler ging.

### Ausstellungen
Bereits während seines Studiums in Ferrara nahm er von 1872 bis 1892 an den Ausstellungen der Società Benvenuto Tisi da Garofalo (anlässlich des 5. Jubiläums der Universität Ferrara) und 1877 an den Ausstellungen des Circolo Artistico Industriale teil, wo er eine Silber- und eine Bronzemedaille erhielt (er stellte zwei Medaillons aus, von denen eines Michelangelo zeigt, einen Holzrahmen, Gipskopien des jungen Bacchus, des Fauns und des Sklavenmädchens, zwei Büsten, ebenfalls aus Gips, eine hölzerne Venus), 1885 wieder mit einer Silbermedaille (Ausstellung von Hockern und Schatullen im Stil des 16. Jahrhunderts) und 1892 (ein Möbelstück, ein Bilderrahmen und andere Gegenstände die noch im Stil des 16. Jahrhunderts gehalten sind).
1880 stellte er auf der Esposizione Nazionale in Turin aus und verfasste einen Bericht für die Gemeinde Ferrara, 1884 (wo er das Kioskfenster nach einem Entwurf von Zambelli vorstellte) und 1898 (wo er ein Schaufenster für die Pastificio Devoto vorstellte). In den Jahren 1882 und 1883 erhielt er eine Silbermedaille und stellte auf der Permanente im Palazzo dei Diamanti aus. Zusammen mit Roda, Rossetti und Fraboni nahm er an der Mostra Artistico-Industriale (Palazzo dei Diamanti, 1885) teil und 1888, zusammen mit Roda, an der Esposizione Emiliana in Bologna anlässlich der 800-Jahr-Feier der Universität von Bologna. Seine letzte Ausstellung fand 1911 auf der Mostra del Cinquantenario in Rom statt.

## Möbel und Tischlerarbeiten
Neben Möbeln, Kunstgegenständen, Bilderrahmen und vielen anderen Objekten für zahlreiche Privataufträge, öffentliche Aufträge wie die Bibliothek von Ariostea, die Gemeinde Sant’Agostino und verschiedene Kirchen (darunter die Kathedrale von Ferrara und die Pfarrkirche von Gualdo) fertigte er Schränke, Kästchen, Bilderrahmen, Wandschirme für verschiedene Häuser in Ferrara an. Im Museo Civico d'Arte Moderna in Ferrara befand sich sein schöner Tisch mit Medaillons, inspiriert von der Geschichte von Ugo und Parisina (um 1919), heute in der Casa Minerbi-Del Sale, während sich in den Sammlungen der Provinzverwaltung, ebenfalls in Ferrara, die vier hölzernen Lesepulte befinden, die 1911 in Rom im Rahmen der nationalen Ausstellung zum 50. Jahrestag der Vereinigung Italiens gezeigt wurden.
- Kerzenleuchter für die Kathedrale von Ferrara, 1879, Weichholz mit Vergoldung.[4]

## Andere Werke
Aus Holz, Wachs und Terrakotta, Marmor, Gips und verschiedenen anderen Materialien.
Frühe Arbeiten
- Gotische Polyptychen aus vergoldetem Holz, Kirche Sant’Antonio Abate, Mitte der sechziger Jahre, entworfen von Pividor-[4]
- Leuchter für den Palazzo Gulinelli[4]

Werke der Blütezeit
- Venus genannt „La schiava“, um 1875, Gips, Sammlung der Maldarelli-Erben
- Faun, um 1875, Terrakotta, Sammlung der Maldarelli-Erben
- Weibliches Profil, um 1875, Gips, Sammlung der Maldarelli-Erben
- Porträt eines Prälaten, um 1877, Gips, Sammlung der Maldarelli-Erben
- Büste von Schwester Luisa, ca. 1878, Gips, Sammlung der Maldarelli-Erben
- Porträt eines Kindes, ca. 1878, Gips mit Holzfuß, Sammlung der Maldarelli-Erben
- Porträt des Sohnes Domenico, 1879, Nussbaumholz, Sammlung der Maldarelli-Erben
- Kopf des Sohnes Domenico, 1879, Gips, Sammlung der Maldarelli-Erben
- Allegorie der Musik, um 1880, Gips, Sammlung der Maldarelli-Erben
- Heilige Katharina von Alexandrien, um 1880, Gips, Sammlung der Maldarelli-Erben
- Regal mit Putto und geflügelter Maske, um 1881, Marmor, Sammlung der Maldarelli-Erben
- Girlande für das Marmor-Medaillon der Antonietta Barbantini, um 1881, ausgeführt von Stefano Galletti nach einem Entwurf von Giuseppe Mentessi, Certosa di Ferrara[3]
- Profil von Ludovico Ariosto, um 1885, Nussbaum, Sammlung der Maldarelli-Erben
- Profil von Girolamo Savonarola, um 1885, Nussbaum, Sammlung der Maldarelli-Erben
- Profil von Dante Alighieri, um 1885, Nussbaum, Sammlung der Maldarelli-Erben
- Torquato Tasso, ca. 1890, Gips, Ferrara, Privatsammlung[13][14]
- Profil von Ercole I. d’Este, um 1900, Nussbaum, Sammlung der Maldarelli-Erben[15]
- Porträt von Borso d’Este, um 1900, Nussbaum, Sammlung der Maldarelli-Erben[16]
- Medaillon seiner Mutter Teresa, 1918, Marmor, für ihr Grabmal in der Certosa[3]

Arbeiten am Ende seiner Laufbahn
Ab den 1920er Jahren:
- Porträt von Amelia Cicatelli, um 1920, Terrakotta, Sammlung der Maldarelli-Erben
- Porträt von Marta Cicatelli, um 1920, Terrakotta, Sammlung der Maldarelli-Erben
- Madonna dell’Ulivo, Kopie von Nicolò Barabino im Museum von Ancona, um 1925, Sammlung der Maldarelli-Erben
- Büste der Madonna, Kopie von Raffaello Sanzio, 1926, glasierte Terrakotta (sein einziges diesbezügliches Experiment), Sammlung der Maldarelli-Erben